# Gerlof van Vloten
Gerlof van Vloten (født 7. juni 1866 i Deventer, død 20. marts 1903 i Noordwijk aan Zee) var en hollandsk orientalist. Han var søn af Johannes van Vloten.
van Vloten virkede som bibliotekar i Leiden, og har særlig beskæftiget sig med emner inden for den arabiske litteratur. Han var forfatter, oversætter og redaktør af udgaven fra 1895 af den arabiske encyklopædi Mafātīḥ al-ʿulūm.